# ميكى لان
ميكى لان (بالإنجليزية: Mike Lane)‏ هو مصارع محترف وممثل أمريكي، ولد في 6 يناير 1933 بواشنطن العاصمة في الولايات المتحدة، وتوفي في 1 يونيو 2015 في الولايات المتحدة.

## وصلات خارجية
- ميكى لان على موقع WrestlingData.com (الإنجليزية)

- ميكى لان على موقع IMDb (الإنجليزية)
- ميكى لان على موقع قاعدة بيانات الفيلم (الإنجليزية)